# Адуба, Узо
Узоама́ка Нванне́ка «У́зо» Аду́ба англ. Uzoamaka Nwanneka "Uzo" Aduba; род. 10 февраля 1981, Бостон, США) — американская актриса и певица нигерийского происхождения. Адуба наиболее известна благодаря своей роли Сьюзанн «Безумные глазки» Уоррен в сериале Netflix «Оранжевый — хит сезона», которая принесла ей похвалу от критиков, две премии «Эмми» и другие награды.

## Биография
Адуба родилась в Бостоне. Она училась актёрскому мастерству в Бостонском университете и в 2003 году начала свою карьеру на театральной сцене. Она номинировалась на премию имени Хелен Хейс за роль в пьесе 2004 года Translations of Xhosa. После многих ролей на малых сценах, в 2007 году она дебютировала на Бродвее в постановке Coram Boy. С 2011 по 2012 год она была членом актёрского состава мюзикла Godspell.
В 2013—2019 годах Адуба играла роль Сьюзанн Уоррен, по прозвищу «Безумные глазки», в сериале Netflix «Оранжевый — хит сезона». Хотя она пробовалась изначально на другую роль, однако продюсеры в итоге предложили ей сыграть «Безумные глазки». В итоге, благодаря популярности её персонажа, Адуба была повышена до основного состава, начиная со второго сезона. Эта роль принесла ей премии «Выбор телевизионных критиков» лучшему приглашенному актёру в комедийном сериале, «Эмми» в категории «Лучшая приглашённая актриса в комедийном телесериале» и номинацию на «Спутник» за лучшую женскую роль второго плана на телевидении в 2014 году. В 2015 году она получила две премии Гильдии актёров США; за лучшую женскую роль и лучший актёрский состав в комедийном сериале.

## Фильмография
| Год       |     | Русское название                               | Оригинальное название                  | Роль                             |
| --------- | --- | ---------------------------------------------- | -------------------------------------- | -------------------------------- |
| 2005      | с   | —                                              | Slavery and the Making of America      | жена Дэвида Уокера               |
| 2005      | кор | —                                              | Notes                                  | н/д                              |
| 2007      | кор | —                                              | Over There                             | н/д                              |
| 2011      | кор | —                                              | Wwjd                                   | бармен                           |
| 2012      | с   | Голубая кровь                                  | Blue Bloods                            | медсестра                        |
| 2013      | кор | —                                              | Sing Along                             | леди в кафетерии                 |
| 2013      | кор | —                                              | How to Live Like a Lady                | учитель актёрского мастерства    |
| 2013—2019 | с   | Оранжевый — хит сезона                         | Orange Is the New Black                | Сьюзанн «Безумные глазки» Уоррен |
| 2014      | с   | Субботним вечером в прямом эфире               | Saturday Night Live                    | дочь Дадли                       |
| 2015      | ф   | —                                              | Pearly Gates                           | Корри                            |
| 2015      | тф  | Виз                                            | The Wiz Live!                          | Глинда                           |
| 2015      | ф   | Элвин и бурундуки: Грандиозное бурундуключение | Alvin and the Chipmunks: The Road Chip | транспортный офицер              |
| 2016      | ф   | Таллула                                        | Tallulah                               | детектив Кинни                   |
| 2016      | ф   | —                                              | Showing Roots                          | Перл                             |
| 2016      | ф   | Американская пастораль                         | American Pastoral                      | Вики                             |
| 2016—2020 | с   | Вселенная Стивена                              | Steven Universe                        | Висмут                           |
| 2017      | мф  | My Little Pony в кино                          | My Little Pony: The Movie              | королева Ново                    |
| 2017      | с   | События прошедшей недели с Джоном Оливером     | Last Week Tonight with John Oliver     | Сьюзанн «Безумные глазки» Уоррен |
| 2018      | ф   | Банка конфет                                   | Candy Jar                              | Джулия                           |
| 2018      | ф   | —                                              | We Are Boats                           | Сэр                              |
| 2018—2019 | мс  | Трое с небес: Истории Аркадии                  | 3Below: Tales of Arcadia               | полковник Кубриц                 |
| 2019      | ф   | Ритмы                                          | Beats                                  | Карла Монро                      |
| 2019      | мф  | Вселенная Стивена: Фильм                       | Steven Universe: The Movie             | Висмут                           |
| 2019      | ф   | —                                              | Miss Virginia                          | Вирджиния Уолден                 |
| 2020      | с   | Миссис Америка                                 | Mrs. America                           | Ширли Чисхолм                    |
| 2020      | ф   | Правда любить                                  | Really Love                            | н/д                              |
| 2021      | с   | Одиночества                                    | Solos                                  | Саша                             |
| 2021      | ф   | Национальные чемпионы                          | National Champions                     | Кэтрин По                        |
| 2021      | с   | Пациенты                                       | In Treatment                           | доктор Брук Тейлор               |
| 2022      | мф  | Базз Лайтер                                    | Lightyear                              | Алиша Хоуторн                    |
| 2024      | ф   | Ненасытные люди                                | Greedy People                          | офицер Мерфи                     |
| 2025      | ф   | Кровельщик                                     | Roofman                                |                                  |

## Награды и номинации
| Награда                        | Год  | Категория                                                                                 | Название работы        | Результат |
| ------------------------------ | ---- | ----------------------------------------------------------------------------------------- | ---------------------- | --------- |
| Золотой глобус                 | 2015 | Лучшая женская роль женскую роль второго плана в мини-сериале, телесериале или телефильме | Оранжевый — хит сезона | Номинация |
| Золотой глобус                 | 2016 | Лучшая женская роль женскую роль второго плана в мини-сериале, телесериале или телефильме | Оранжевый — хит сезона | Номинация |
| Эмми                           | 2014 | Лучшая приглашённая актриса в комедийном телесериале                                      | Оранжевый — хит сезона | Победа    |
| Эмми                           | 2015 | Лучшая женская роль второго плана в драматическом телесериале                             | Оранжевый — хит сезона | Победа    |
| Эмми                           | 2017 | Лучшая женская роль второго плана в драматическом телесериале                             | Оранжевый — хит сезона | Номинация |
| Эмми                           | 2020 | Лучшая приглашённая актриса в мини-сериале или телефильме                                 | Миссис Америка         | Победа    |
| Эмми                           | 2021 | Лучшая женская роль в драматическом телесериале                                           | Пациенты               | Номинация |
| Премия Гильдии киноактёров США | 2015 | Лучшая женская роль в комедийном телесериале                                              | Оранжевый — хит сезона | Победа    |
| Премия Гильдии киноактёров США | 2016 | Лучшая женская роль в комедийном телесериале                                              | Оранжевый — хит сезона | Победа    |
| Премия Гильдии киноактёров США | 2017 | Лучшая женская роль в комедийном телесериале                                              | Оранжевый — хит сезона | Номинация |
| Премия Гильдии киноактёров США | 2018 | Лучшая женская роль в комедийном телесериале                                              | Оранжевый — хит сезона | Номинация |
| Спутник                        | 2014 | Лучшая женская роль второго плана в мини-сериале, телесериале или телефильме              | Оранжевый — хит сезона | Номинация |